# Hildegard L. C. Tristram
Hildegard Luise Charlotte Tristram geb. Paul (* 6. September 1941 in Kassel; † 29. Oktober 2020 in Freiburg/Br.) war eine deutsche Anglistin, Keltologin und Hochschullehrerin.

## Leben und Wirken
Hildegard L. C. Tristram studierte nach ihrer Reifeprüfung in Celle ab 1961 Anglistik und Romanistik an den Universitäten Münster und ab 1962/63 in Freiburg/Br., außerdem an der University of London (1964) und der Universität Stendhal Grenoble III (1964/65). 1967 legte sie das erste Staatsexamen für den höheren Schuldienst an der Universität Freiburg/Br. ab. Von 1967 bis 1970 studierte sie in Freiburg außerdem Keltologie. Ihre Promotion bei Herbert Pilch erfolgte 1970 mit einer Arbeit über altenglische Texte, für die sie 1967/68 bei Forschungsaufenthalten in London und Oxford Handschriften studierte. Von 1968/69 bis 1981 war sie in Freiburg als Lehrbeauftragte bzw. wissenschaftliche Assistentin und Akademische Rätin (ab 1974) tätig. 1972/73 verbrachte sie ein Forschungsjahr am Trinity College Dublin mit Schwerpunkt Keltologie. 1981 habilitierte sie sich an der Universität Freiburg. Als Privatdozentin bzw. außerplanmäßige Professorin lehrte sie weiterhin in Freiburg. 1989/90 vertrat sie eine Professur für Literaturwissenschaft an der Universität Konstanz. Nach einer Lehrstuhlvertretung an der Universität Potsdam (ab 1994/94) wurde sie dort 1995 zur ordentlichen Professorin für Englische Sprachgeschichte und mittelalterliche Literatur ernannt. 2006 trat sie in den Ruhestand. Von 1985 bis 2001 hatte Tristram einen Lehrauftrag für Keltologie an der Universität Freiburg inne und von 2001 bis 2002 für Cultural Studies. 2006 wurde sie zur Honorarprofessorin an der Universität Freiburg ernannt.
Gastdozenturen versah Tristam an der University of Massachusetts, Amherst (1984/85) und der Université de Basse Bretagne, Brest (1987). 2008 erhielt sie die Ehrendoktorwürde der National University of Ireland wegen ihrer Verdienste auf dem Gebiet der Keltologie.

## Veröffentlichungen (Auswahl)
- Linguistik und die Interpretation englischer literarischer Texte (= Anglistische Arbeitshefte, Bd. 18). Niemeyer, Tübingen 1978, ISBN 3-484-40075-7.
- (mit Herbert Pilch): Altenglische Literatur (= Anglistische Forschungen, Bd. 128). Winter, Heidelberg 1979, ISBN 3-533-02678-7.
- Das Europabild in der mittelirischen Literatur. In: Heinz Löwe (Hrsg.): Die Iren und Europa im frühen Mittelalter. Bd. 2. Klett-Cotta, Stuttgart 1982, S. 697–732, ISBN 3-12-915470-1.
- Tense und time in early Irish narrative. Inst. für Sprachwiss. d. Univ. Innsbruck 1983, ISBN 3-85124-572-5.
- Sex aetates mundi. Die Weltzeitalter bei den Angelsachsen und den Iren. Untersuchungen und Texte (= Anglistische Forschungen, Bd. 165). Winter, Heidelberg 1985, ISBN 3-533-03414-3 (= Habilitationsschrift Universität Freiburg).
- (Hrsg., mit Stephen N. Tranter): Early Irish literature – media and communication. Narr, Tübingen 1989, ISBN 3-87808-391-2.
- Warum Cenn Faelad sein "Gehirn des Vergessens" verlor – Wort und Schrift in der älteren irischen Literatur. In: Hildegard L. C. Tristram (Hrsg.): Deutsche, Kelten und Iren. 150 Jahre deutsche Keltologie. Gearóid Mac Eoin zum 60. Geburtstag gewidmet. Buske, Hamburg 1990, S. 207–248, ISBN 3-87118-971-5.
- (Hrsg.): Metrik und Medienwechsel (= ScriptOralia, Bd. 35). Narr, Tübingen 1991, ISBN 3-8233-4244-4.
- (Hrsg.): Medialität und mittelalterliche insulare Literatur. Zwei Bände. Narr, Tübingen 1992/1997, ISBN 3-8233-4258-4 u. ISBN 3-8233-5407-8.
- (Hrsg.): Studien zu Táin Bó Cualnge (= ScriptOralia, Bd. 52). Narr, Tübingen 1993, ISBN 3-8233-4267-3.
- (Hrsg.): Text und Zeittiefe (= ScriptOralia, Bd. 58). Narr, Tübingen 1994, ISBN 3-8233-4273-8.
- Early insular preaching. Verbal artistry and method of composition. Verl. d. Österreich. Akad. d. Wiss., Wien 1995, ISBN 3-7001-2194-6.
- (Hrsg.): (Re)Oralisierung (= ScriptOralia, Bd. 84). Narr, Tübingen 1996, ISBN 3-8233-4574-5.
- (Hrsg.): The Celtic Englishes. Drei Bände (= Anglistische Forschungen, Bd. 247, 286 u. 324). Winter, Heidelberg 1997/2000/2003 (Bd. 4: Universitätsverlag Potsdam, Potsdam 2006, ISBN 3-939-469-06-8).
- (Hrsg.): New methods in the research of the epic (= ScriptOralia, Bd. 107). Narr, Tübingen 1998, ISBN 3-8233-5417-5.
- How Celtic is standard English? "Nauka", Sankt-Peterburg 1999, ISBN 5-02-028463-7.

Außerdem zahlreiche Aufsätze in Fachzeitschriften und Sammelbänden.
Festschrift
- Gisbert Hemprich (Hrsg.): Festgabe für Hildegard L. C. Tristram. Curach Bhán Publ., Berlin 2009 (= Bonner Beiträge zur Keltologie, Bd. 1), ISBN 978-3-942002-00-4 (Schriftenverzeichnis Hildegard L. C. Tristram S. 5–14).